# Cá hồi Thái Bình Dương
Cá hồi Thái Bình Dương (Danh pháp khoa học: Oncorhynchus) là một chi cá trong họ Cá hồi gồm các loài cá hồi sinh sống ở vùng biển Thái Bình Dương và một số trong các loài cá hồi chấm.

## Các loài
- Oncorhynchus apache (R. R. Miller, 1972) – Cá hồi Apache, Cá hồi Arizona
- Oncorhynchus chrysogaster (Needham & Gard, 1964) – Cá hồi vàng Mexico
- Oncorhynchus clarki (J. Richardson, 1836) –
  - O. c. clarki (J. Richardson, 1836) –
  - O. c. bouvieri (Jordan & Gilbert, 1883) –
  - O. c. lewisi (Pratt & Graham, 1884) –
  - O. c. pleuriticus (Cope, 1872) –
  - O. c. alvordensis (Behnke, 2002) – (extinct)
  - O. c. behnkei (Montgomery, 1995) –
  - O. c. clarki f. crescentii – (đôi khi là O. c. crescentii)
  - O. c. henshawi (Richardson, 1836) –
  - O. c. macdonaldi (Jordan & Fisher, 1891) –
  - O. c. seleniris (John O. Snyder, 1933) –
  - O. c. stomias (Cope, 1871) –
  - O. c. utah (Suckley, 1874) –
  - O. c. virginalis –
- Oncorhynchus gilae (R. R. Miller, 1950) – Cá hồi Gila
- Oncorhynchus gorbuscha (Walbaum, 1792) – Cá hồi hồng,
- Oncorhynchus kawamurae (D. S. Jordan & E. A. McGregor, 1925) – kunimasu,
- Oncorhynchus keta (Walbaum, 1792) – Cá hồi Chum, cá bồi chó, cá hồi bạc
- Oncorhynchus kisutch (Walbaum, 1792) – Cá hồi Coho,
- Oncorhynchus masou (Brevoort, 1856) – seema, cá hồi Masu, cá hồi Nhật Bản
  - O. m. formosanus (D. S. Jordan & Ōshima, 1919) – cá hồi Đài Loan
  - O. m. macrostomus (Günther, 1877) – amago,
  - O. m. ishikawae (Brevoort, 1856) – Cá hồi Satsukimasu,
  - O. m. rhodurus D. S. Jordan & E. A. McGregor, 1925 – Cá hồi Biwa
  - O. m. var. iwame Seiro Kimura & M. Nakamura, 1961 – Cá hồi Iwame
- Oncorhynchus mykiss (Walbaum, 1792) – Cá hồi cầu vồng, 
  - O. m. aguabonita (D. S. Jordan, 1892) – Cá hồi vàng
  - O. m. irideus f. beardsleei – Beardslee trout, (sometimes O. m. beardsleei)
  - O. m. newberrii (Richardson, 1836) –
  - O. m. irideus (Walbaum, 1792) –
  - O. m. gairdneri  (Richardson, 1836) –
  - O. m. stonei –
  - O. m. nelsoni (Evermann, 1908) – Baja California rainbow trout
  - O. m. ssp. – Cá hồi bản địa Mexico
  - O. m. gilberti –
  - O. m. whitei (Evermann, 1906) –
- Oncorhynchus nerka (Walbaum, 1792) – Cá hồi Sockeye, cá hồi đỏ
- Oncorhynchus tshawytscha (Walbaum, 1792) – Cá hồi Chinok

## Một số loài phổ biến
- Cá hồi Masu hay cherry salmon (Oncorhynchus masou) chỉ được tìm thấy ở tây Thái Bình Dương tại Nhật Bản, Triều Tiên và Nga. Cũng có các phụ loài sống trong lục địa được gọi là cá hồi Đài Loan hay cá hồi Formosan (Oncorhynchus masou formosanus) ở Suối Chi Chia Wan miền trung Đài Loan.[1]
- Cá hồi Chinook (Oncorhynchus tshawytscha) cũng được gọi là cá hồi vua hay cá hồi miệng đen ở Mỹ, và là cá hồi xuân ở British Columbia. Cá hồi Chinook là loài cá hồi Thái Bình Dương lớn nhất, thường vượt quá 30 lb (14 kg).[2] Cái tên Tyee được dùng ở British Columbia để chỉ cá hồi Chinook hơn 30 pound, và tại lưu vực sông Sông Columbia những con cá hồi Chinook đặc biệt lớn được gọi là June Hogs. Cá hồi Chinook được biết có thể bơi đến tận Sông Mackenzie và Kugluktuk ở miền trung vòng bắc cực Canada,[3] và xa tới tận miền nam Bờ biển Trung California.[4]
- Cá hồi Chum (Oncorhynchus keta) được biết đến như một loại cá hồi dog, keta, hay calico ở nhiều vùng tại Mỹ. Loài này có tầm hoạt động địa lý rộng nhất trong các loài cá hồi Thái Bình Dương:[5] phía nam tới tận Sông Sacramento ở California và đông Thái Bình Dương và đảo Kyūshū tại Biển Nhật Bản ở phía tây Thái Bình Dương; phía bắc tới Sông Mackenzie ở Canada, phía đông tới Sông Lena, phía tây tới Siberia.
- Cá hồi Coho (Oncorhynchus kisutch) cũng được gọi là cá hồi bạc ở Mỹ. Loài này được tìm thấy ở tất cả các vùng nước ven biển Alaska và British Columbia và ở phía nam xa tới tận miền trung California (Vịnh Monterey).[6] Nó cũng xuất hiện, dù không thường xuyên, tại Sông Mackenzie.[3]
- Cá hồi hồng (Oncorhynchus gorbuscha), được gọi là cá gù ở đông nam và tây nam Alaska, được thấy ở miền bắc California và Triều Tiên, trên toàn vùng bắc Thái Bình Dương, và từ Sông Mackenzie[3] ở Canada tới Sông Lena ở Siberia, thường tại những dòng suối bờ biển ngắn. Nó là loài cá hồi Thái Bình Dương nhỏ nhất, với trọng lượng trung bình 3+1⁄2 to-[chuyển đổi: đơn vị bất ngờ].[7]
- Cá hồi Sockeye (Oncorhynchus nerka) cũng được gọi là cá hồi đỏ ở Mỹ.[8] Loài cá được nuôi ở hồ này có ở miền nam xa tới tận Sông Klamath ở California ở phía đông Thái Bình Dương và bắc đảo Hokkaidō tại Nhật Bản và ở phía tây Thái Bình Dương xa tới tận Vịnh Bathurst ở Vòng Bắc Cực Canada ở phía đông và Sôn Anadyr tại Siberia ở phía tây. Dù hầu hết cá hồi Thái Bình Dương trưởng thành ăn các loại cá nhỏ, tôm và mực ống; sockey ăn sinh vật phù du được chúng lọc qua những khe mang. Cá hồi Kokanee là loại cá sockeye sống trong lục địa.